# Кандиду-Годой
Кандиду-Годой (порт. Cândido Godói) — муниципалитет в Бразилии, входит в штат Риу-Гранди-ду-Сул. Составная часть мезорегиона Северо-запад штата Риу-Гранди-ду-Сул. Входит в экономико-статистический микрорегион Санта-Роза.
Занимает площадь 246,275 км².
Население составляет 6522 человека (на 2006 год).

## История
Город основан 10 сентября 1963 года. Несмотря на то, что поселение основано испанскими колонистами, большинство населения имеют немецкие и польские корни.

## География
Климат: субтропический гумидный.

## Статистика
- Валовой внутренний продукт (ВВП) составляет 88 520 133 реалов (данные: Бразильский институт географии и статистики, 2003).
- ВВП на душу населения составляет 13 050,29 реалов (данные: Бразильский институт географии и статистики, 2003).
- Индекс развития человеческого потенциала на 2000 составляет 0,791 (данные: Программа развития ООН).

## Мировая столица Близнецов
В районе города порт. Linha São Pedro необычно высок процент рождающихся близнецов, до 10% от всех рождений.
Руководство города объявило его «Мировой столицей Близнецов» или «Землёй Близнецов» (Оригинал: Capital Mundial dos Gêmeos или Terra dos Gêmeos).
В городском музее открыта специальная выставка, посвящённая этому феномену, a с 2003 года проводится ежегодный фестиваль.
По одной из версий, это связано с деятельностью скрывавшегося здесь после войны нацистского доктора Йозефа Менгеле, который при проведении своих «экспериментов» в Освенциме особо интересовался близнецами. Другие исследователи подвергают её критике, считая, что всё объясняется генетическими особенностями населения и изолированностью этой территории.